# Downey (Californie)
Pour les articles homonymes, voir Downey (homonymie).
Downey est une ville située au sud-est du comté de Los Angeles, à 21 kilomètres au sud-est de Downtown Los Angeles (centre-ville), dans l'État de Californie, aux États-Unis. La cité avait une population de 111 772 habitants au recensement de 2010.

## Démographie
| Groupe                           | Downey | Californie | États-Unis |
| -------------------------------- | ------ | ---------- | ---------- |
| Blancs                           | 56,6   | 57,6       | 72,4       |
| Autres                           | 27,6   | 17,0       | 6,2        |
| Asiatiques                       | 7,0    | 13,1       | 4,8        |
| Métis                            | 4,1    | 4,9        | 2,9        |
| Afro-Américains                  | 3,9    | 6,2        | 12,6       |
| Amérindiens                      | 0,7    | 1,0        | 0,9        |
| Océaniens                        | 0,2    | 0,4        | 0,2        |
| Total                            | 100    | 100        | 100        |
|                                  |        |            |            |
| Hispaniques et Latino-Américains | 70,7   | 37,6       | 16,7       |

Selon l'American Community Survey, en 2010, 61,30 % de la population âgée de plus de 5 ans déclare parler l'espagnol à la maison, 30,37 % déclare parler l'anglais, 1,81 % le tagalog, 1,63 % le coréen, 1,23 % l'arabe et 3,66 % une autre langue.
| 1960   | 1970   | 1980   | 1990   | 2000    | 2010    |
| ------ | ------ | ------ | ------ | ------- | ------- |
| 82 505 | 88 573 | 82 602 | 91 444 | 107 323 | 111 772 |

## Natifs
- James Hetfield du groupe musical Metallica, un élève de Downey High School
- Donavon Frankenreiter (surfer et musicien)
- Aimee Teegarden (actrice)
- Wayne Rainey (pilote motocycliste)
- "Weird Al" Yankovic (chanteur)

## Galerie

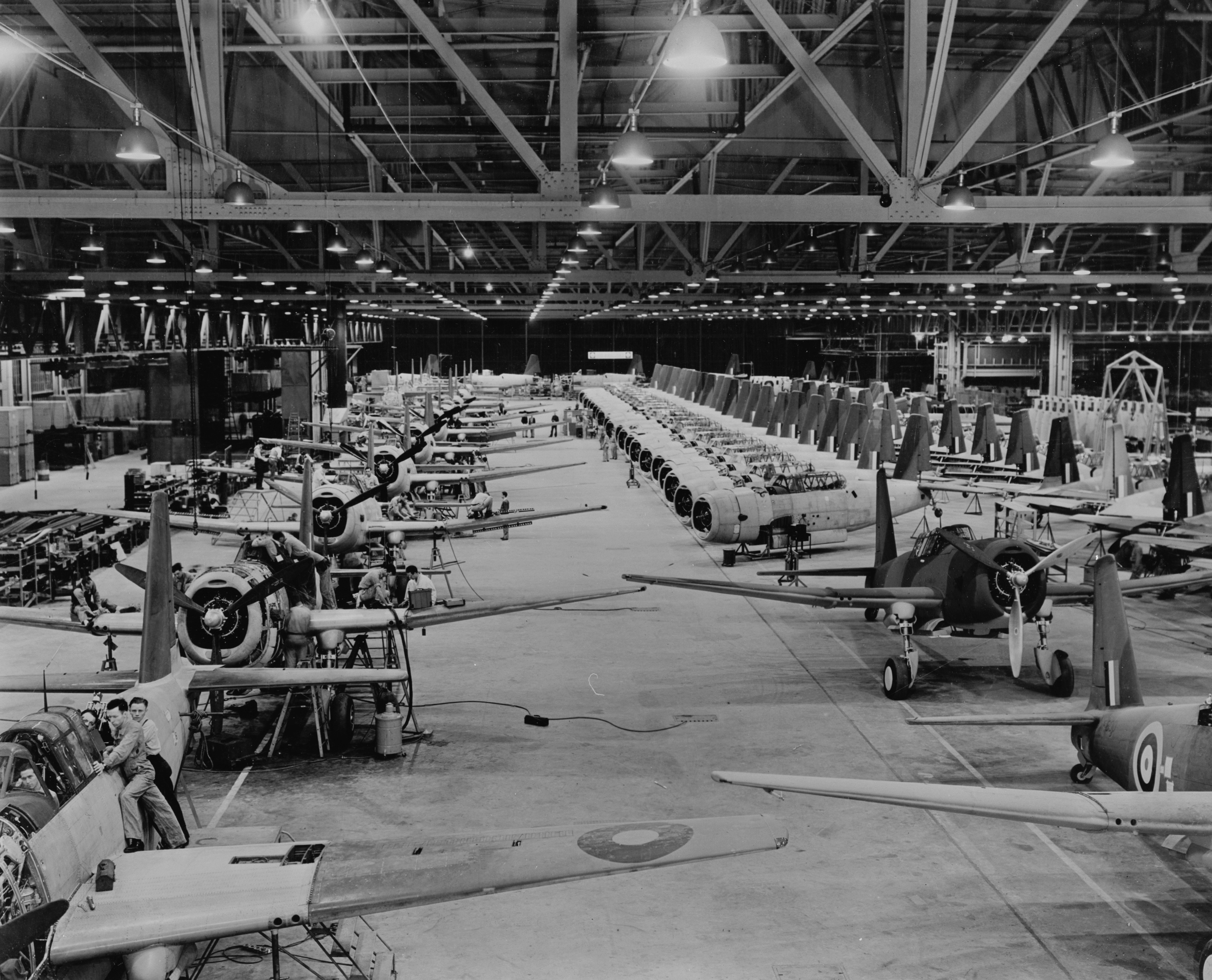
Usine de Downey en Californie, produisant des bombardiers en piqué Vultee A-31 pour la Royal Air Force durant la Seconde Guerre mondiale.
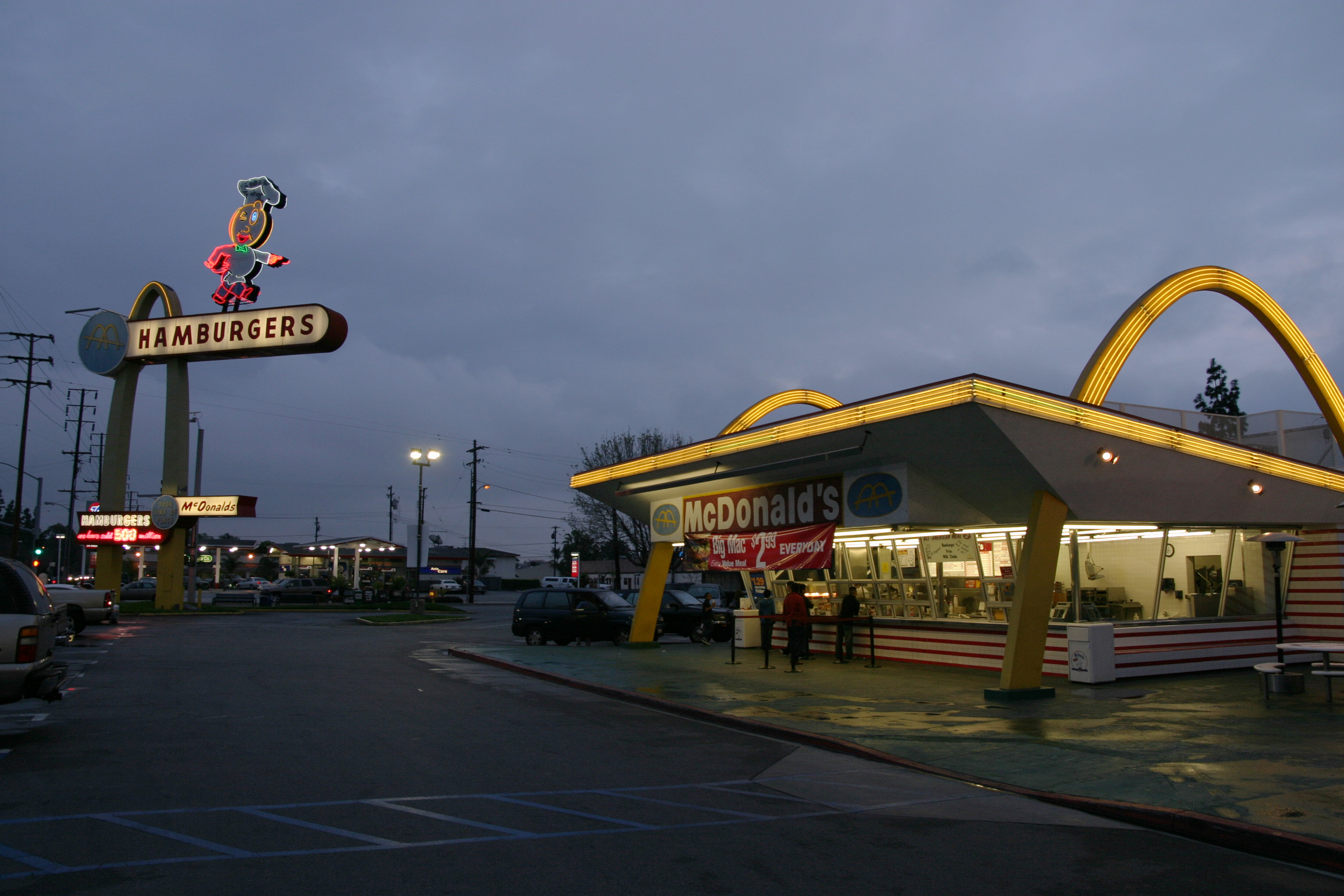
Le plus vieux restaurant McDonald's encore en activité est situé à Downey, en Californie, à l'angle de Lakewood Bvd et de Florence Ave. Il s'agit du troisième restaurant construit par la chaîne et du second construit avec les arches dorées. Son aspect n'a guère changé depuis son ouverture en 1953.

## Éducation
Le Downey High School (en) comporte 4 500 élèves et est connu pour ses performances dans les concours de batterie. L'une de ses étudiantes célèbres a été Karen Carpenter et son frère Richard, qui formèrent le groupe vocal des Carpenters jusqu'à son décès en 1983.